# Mariano Francisco Saynez Mendoza
Mariano Francisco Saynez Mendoza (Veracruz, 20 de septiembre de 1942-Ciudad de México, 4 de noviembre de 2020) fue un almirante de la Armada de México que fungió como Secretario de Marina durante la gestión de Felipe Calderón Hinojosa.

## Biografía
Nació en la ciudad de Veracruz, México el 20 de septiembre de 1942, el tercero de cinco hijos del General de Brigada de Infantería de Marina Mariano Francisco Saynez Martínez y Marcela Mendoza.

## Carrera Militar
Ingresó a la Armada de México el 22 de enero de 1959 y egresó de la Heroica Escuela Naval Militar como guardiamarina del cuerpo general el 1.º de enero de 1964.

### Ascensos
- Guardiamarina - 1 de enero de 1964.
- Teniente de Corbeta - 1 de febrero de 1965.
- Teniente de Fragata - 20 de noviembre de 1968.
- Teniente de Navío - 20 de noviembre de 1971.
- Capitán de Corbeta - 20 de noviembre de 1974.
- Capitán de Fragata - 20 de noviembre de 1978.
- Capitán de Navío - 20 de noviembre de 1982.
- Contralmirante - 20 de noviembre de 1988.
- Vicealmirante - 20 de noviembre de 1993.
- Almirante - 20 de noviembre de 2000.

### Comisiones
- Oficial Subalterno y Segundo Comandante de diversas unidades de superficie de la Armada de México.
- Comandante de las unidades de superficie Dragaminas-14, Patrulla Oceánica (PO-121) ARM "Uribe", Patrulla Oceánica (PO-108) ARM "Álvarez", Fragata (F-202) ARM "Galeana" y el Buque de Aprovisionamiento Logístico (BAL-01) "Manzanillo".
- Comandante de la Octava, Decimosegunda y Decimocuarta Flotilla.
- Subjefe de la Sección Tercera y Jefe de la Sección Segunda del Estado Mayor General.
- Jefe de Estado Mayor de la Primera Región Naval, Tercera y Sexta Zona Naval y de la Fuerza Naval del Golfo.
- Agregado Naval Adjunto a la Embajada de México en Estados Unidos de América.
- Director de Apoyo y Control de la Dirección General de Armas Navales.
- Comandante de la Fuerza Naval del Golfo y Mar Caribe.
- Agregado Naval a la Embajada de México en Gran Bretaña.
- Comandante de la Tercera, Quinta y Duodécima Zona Naval.
- Comandante de la Primera, Tercera y Cuarta Región Naval.
- Comandante de la Fuerza Naval del Pacífico.
- Subdirector General del Instituto de Seguridad Social para las Fuerzas Armadas Mexicanas (I.S.S.F.A.M.)
- Secretario de Marina.

### Actividades docentes
- Profesor Militar en la Heroica Escuela Naval Militar.
- Director del Centro de Capacitación de la Armada.
- Conferencista, Jefe de Estudios, Subdirector y Director en el Centro de Estudios Superiores Navales.

### Condecoraciones
Perseverancia excepcional de Tercera a Primera Clase por cumplir de 40 a 50 años en el servicio activo de la Armada de México.
Perseverancia de Sexta a Primera Clase por cumplir de 10 a 35 años en el servicio activo de la Armada de México.
En el año 2007 recibió la Condecoración "Orden al Mérito Naval" en grado de Gran Maestre, que le otorga el gobierno de la República Federativa de Brasil.
En el año 2010 recibió el título de Gran Oficial de la Legión de Honor otorgado por el gobierno de la República Francesa.
En el año 2014 por mayoría de votos en el Congreso del estado de Veracruz, recibió la Medalla y Diploma Adolfo Ruiz Cortines.

### Cursos efectuados
Curso de Mando, Diplomado de Estado Mayor obteniendo el primer lugar, y Mando Superior y Seguridad Nacional Mexicana en el Centro de Estudios Superiores Navales.
En el Colegio Interamericano de Defensa, en Washington D. C., efectuó el Curso Superior de Defensa Continental.

### Premios y reconocimientos
En el año 2009 fue ingresado en la Galería de Honor del Colegio Interamericano de Defensa por contribuciones excepcionales hacia la fomentación de la paz y seguridad en el Hemisferio Occidental como alumno graduado.
En el año 2012, el Comando Norte de Estados Unidos de América, a través del General Charles H. Jacoby Jr., Comandante del Comando Norteamericano para la Defensa Aeroespacial, y del Comando Norte de los Estados Unidos de América, reconoció la labor del Almirante Mariano Francisco Saynez Mendoza, Secretario de Marina, y Alto Mando de la Armada de México. Este reconocimiento le fue otorgado, a través de una ceremonia realizada en Estados Unidos, por la labor profesional llevada a cabo durante los seis años al frente de la Secretaría de Marina-Armada de México.

## Fallecimiento
Falleció el 4 de noviembre del 2020 en la Ciudad de México a la edad de 78 años.